# سعداء معا (مسلسل)
سعداء معاً (بالروسية: Счастливы вместе) مسلسل تلفزيوني كوميدي، وهو نسخة روسية لمسلسل «متزوج وعندي أطفال» الأمريكي. يعرض على قناة تي إين تي الروسية وعرضت لأول مرة في 8 مارس عام 2006.

## روابط خارجية
- سعداء معا على موقع IMDb (الإنجليزية)
- سعداء معا على موقع كينوبويسك (الروسية)
- سعداء معا على موقع قاعدة بيانات الفيلم (الإنجليزية)